# Enver Marić
Enver Marić (Mostar, 1948. április 25. –) bosnyák labdarúgókapus.

## Pályafutása

### Klubcsapatban
Pályafutását a Velež Mostar csapatában kezdte, ahol klubrekordot jelentő 600 mérkőzésen lépett pályára karrierje során. 1976-ban szerződött a Schalke 04 csapatához, ahol két idényt játszott. Ezt követően visszatért hazájába és újra a Velež játékosa lett. 1973-ban az év játékosa volt hazájában.
Visszavonulását követően kapusedző lett, 1987 és 1990 között a Velež, 1993 és 1998 között a Fortuna Düsseldorf, 2003-tól 2010-ig pedig a Hertha BSC alkalmazásában állt.

### A válogatottban
1972 és 1976 között 32 alkalommal szerepelt a jugoszláv válogatottban. Részt vett az 1974-es világbajnokságon és az 1976-os Európa-bajnokságon.

## A pályán kívül
2010. október 10-én sztrókot kapott, aminek következtében fél oldalára lebénult.

## Sikerei, díjai
Velež Mostar
- Jugoszláv kupa (1): 1980–81